# Hrabstwo Hillsdale

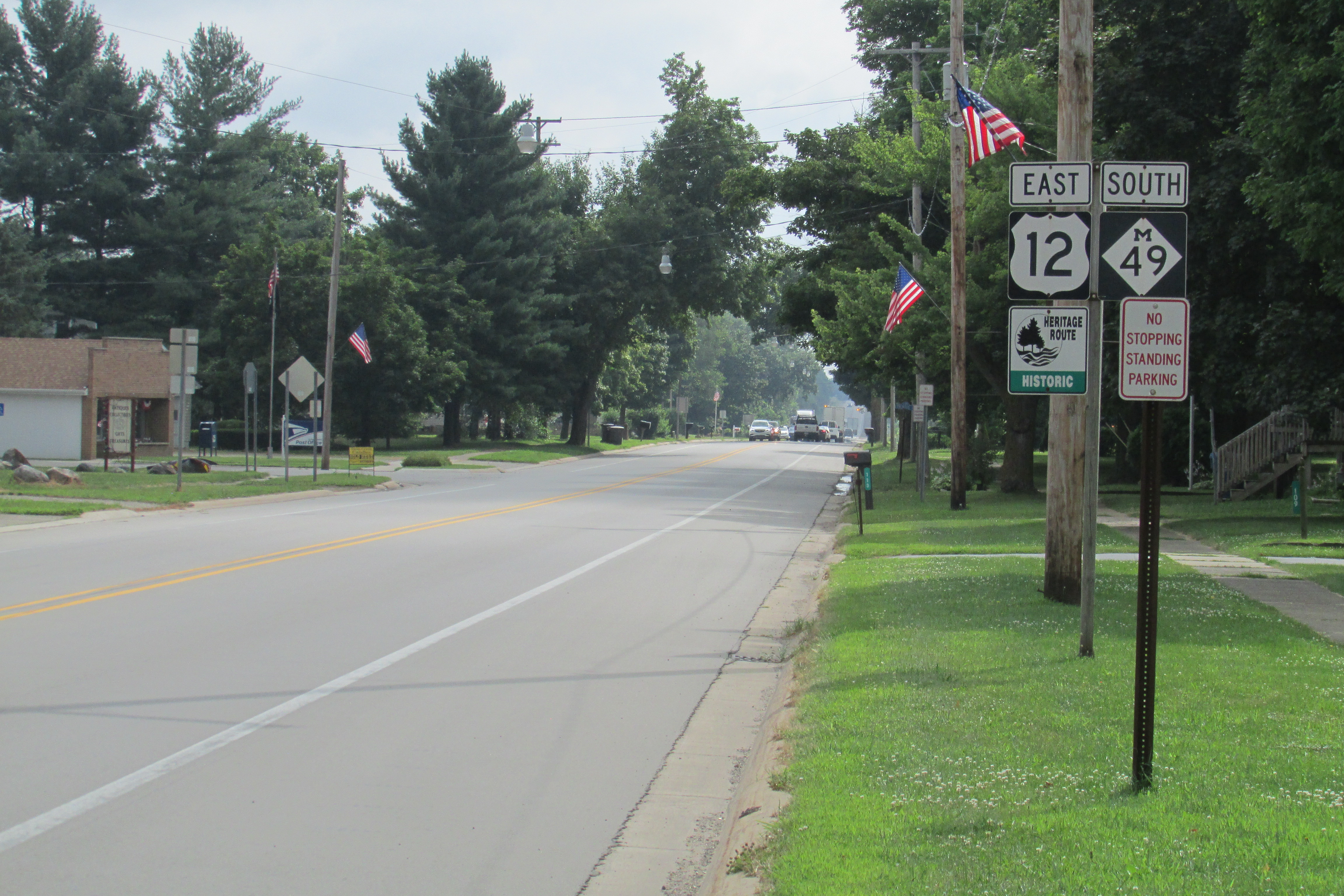
Ulica w Allen

Hrabstwo Hillsdale (ang. Hillsdale County) – hrabstwo w stanie Michigan w Stanach Zjednoczonych. Według danych z 2023 r. hrabstwo miało 45 587 mieszkańców. Uznawane za bastion konserwatystów w Michigan. 
Hrabstwo powstało 29 października 1829 roku, a jego nazwa pochodzi od topografii tego obszaru (ang. hill - pagórek, dale - dolina). 

## Sąsiednie hrabstwa
- Hrabstwo Jackson (północny wschód)
- Hrabstwo Lenawee (wschód)
- Hrabstwo Fulton (Ohio) (południowy wschód)
- Hrabstwo Williams (Ohio) (południe)
- Hrabstwo Steuben (Indiana) (południowy zachód)
- Hrabstwo Branch (zachód)
- Hrabstwo Calhoun (północny zachód)

## Miasta
- Hillsdale
- Jonesville
- Litchfield
- Reading

### Wioski
- Allen
- Camden
- Montgomery
- North Adams
- Waldron

## Demografia
Według danych pięcioletnich z 2022 roku, 95% mieszkańców stanowili biali (93,5% nie licząc Latynosów), 2,6% Latynosi, 0,7% to czarni lub Afroamerykanie, 3% było rasy mieszanej, 0,35% stanowili Azjaci i 0,15% rdzenna ludność Ameryki. Jedynie 1,2% mieszkańców urodziło się poza granicami USA, podczas gdy średnia stanowa wynosi 6,9%. 
Do największych grup należą osoby pochodzenia niemieckiego (24,4%), angielskiego (15,5%), irlandzkiego (11,2%), „amerykańskiego” (5,5%), francuskiego lub francusko–kanadyjskiego (3,5%), polskiego  (3,2%) i szkockiego lub szkocko–irlandzkiego (3,1%).

## Gospodarka
Średni dochód gospodarstwa domowego (dane z 2022) w hrabstwie wynosi 59 425 dolarów, zaś dochód na mieszkańca 30 409 dolarów. 13,9% mieszkańców żyje poniżej relatywnej granicy ubóstwa. Najpopularniejszymi sektorami zatrudnienia mieszkańców hrabstwa, są: produkcja (4584 osoby), opieka zdrowotna i pomoc społeczna (2630 osób), usługi edukacyjne (2588 osób) i handel detaliczny (2389 osób).
Hrabstwo Hillsdale zajmuje 13. miejsce w stanie, pod względem wpływów z rolnictwa. Główne zajęcia obejmują hodowlę bydła, owiec, trzody chlewnej, koni i drobiu, oraz przemysł mleczny. Rozległe uprawy soi i kukurydzy, ale także uprawa warzyw i produkcja paszy. 

## Religia
Na obszarze hrabstwa w 2020 roku, znajduje się: 15 bezdenominacyjnych zborów ewangelikalnych, parafia Kościoła katolickiego (ponad 2,1 tys. osób), 11 zborów metodystów, 3 zbory ewangelikalnego Kościoła Zjednoczonych Braci w Chrystusie, wspólnota amiszów (823 osób), 5 zborów baptystów, 2 kościoły luterańskie, 6 zborów zielonoświątkowców i wiele mniejszych grup.

## Polityka
Hrabstwo jest jednym z najbardziej republikańskich w Michigan, gdzie w wyborach prezydenckich 2024, 75,1% głosów otrzymał Donald Trump i 23,7% przypadło dla Kamali Harris. 